# Farsta föreningsråd
Farsta föreningsråd är en paraplyorganisation för föreningar med verksamhet i Farsta i södra Stockholm. Föreningsrådet har cirka 70 medlemsföreningar, däribland Foc Farsta och Farsta hembygdsförening.
Föreningen driver verksamheten på och uthyrningen av Farsta Gård.